# Maschera antigas modello Penna

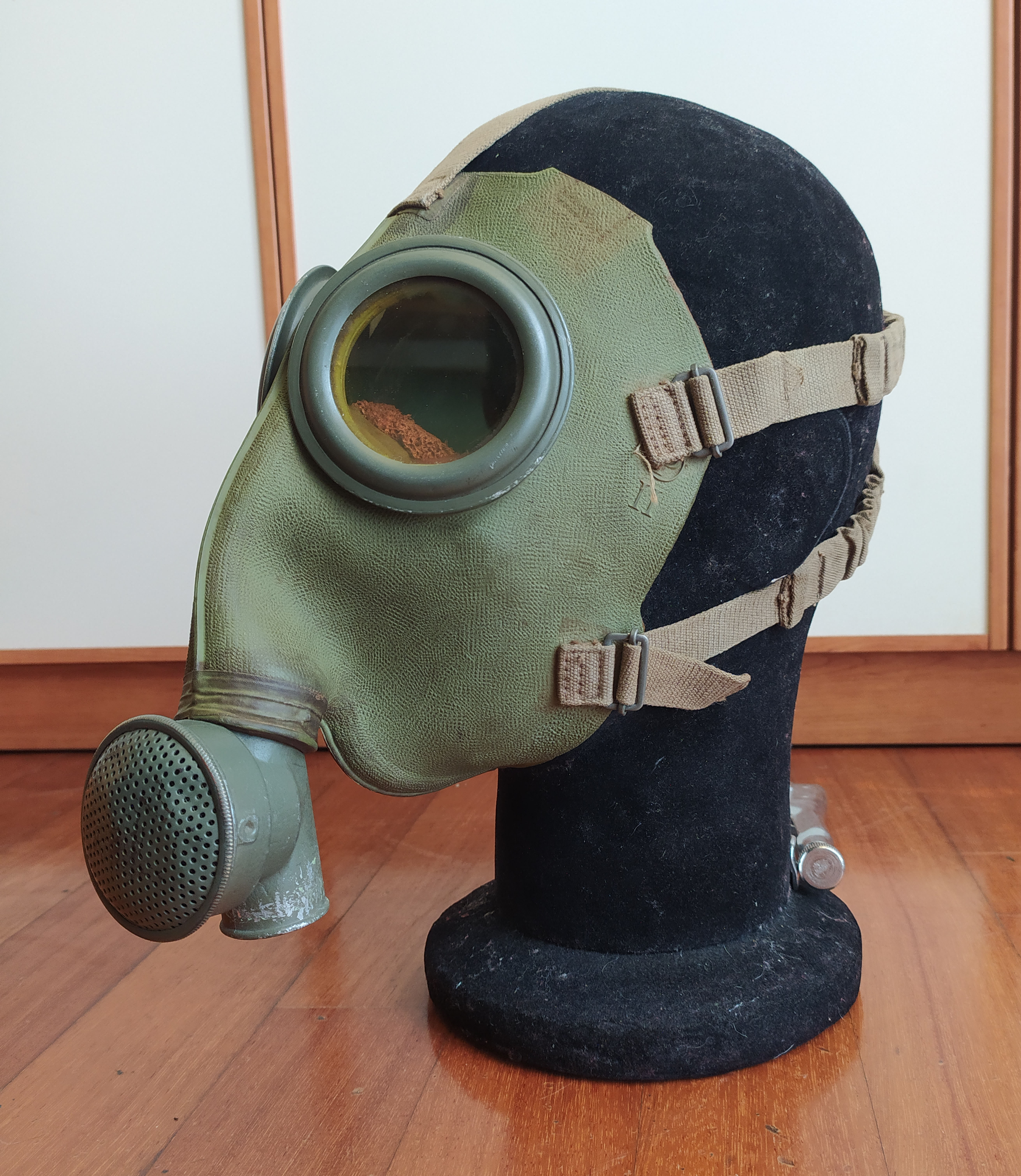
Maschera Penna modificata

Il respiratore antigas modello Penna, qualche volta noto come solo maschera Penna, è stato il primo modello domestico di maschera antigas adottato dall'Esercito Italiano dopo la fine della prima guerra mondiale, ed è andato a sostituire il Respiratore inglese nel 1928. La maschera ha preso il nome dal Generale del Genio Lorenzo Penna, il fondatore del Servizio Chimico Militare (S.C.M.).

## Descrizione

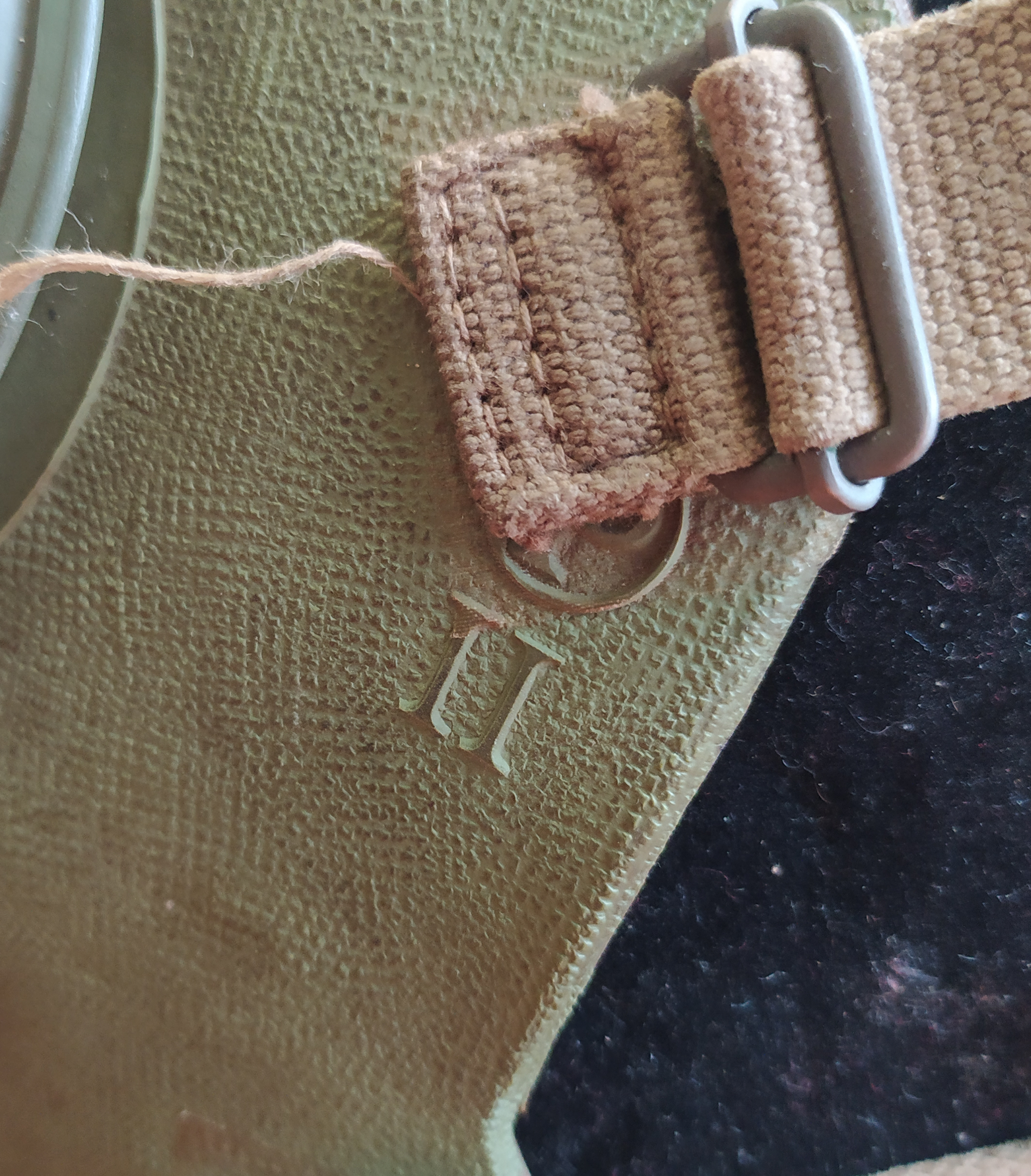
Marchio sul facciale. Da notare il tirante incollato parzialmente coprendo la "P"

La maschera ha un facciale in gomma speciale che viene tenuto aderente al volto mediante una bardatura elastica composta di un cuscinetto nucale e di vari tiranti elastici regolabili. Essa è munita di grossi occhiali in vetro triplex, ai quali, mediante una molletta ad espansione in acciaio, si applicano dischi speciali di celluloide antiappannanti. Il facciale ha internamente un setto nasale con spugna di gomma.

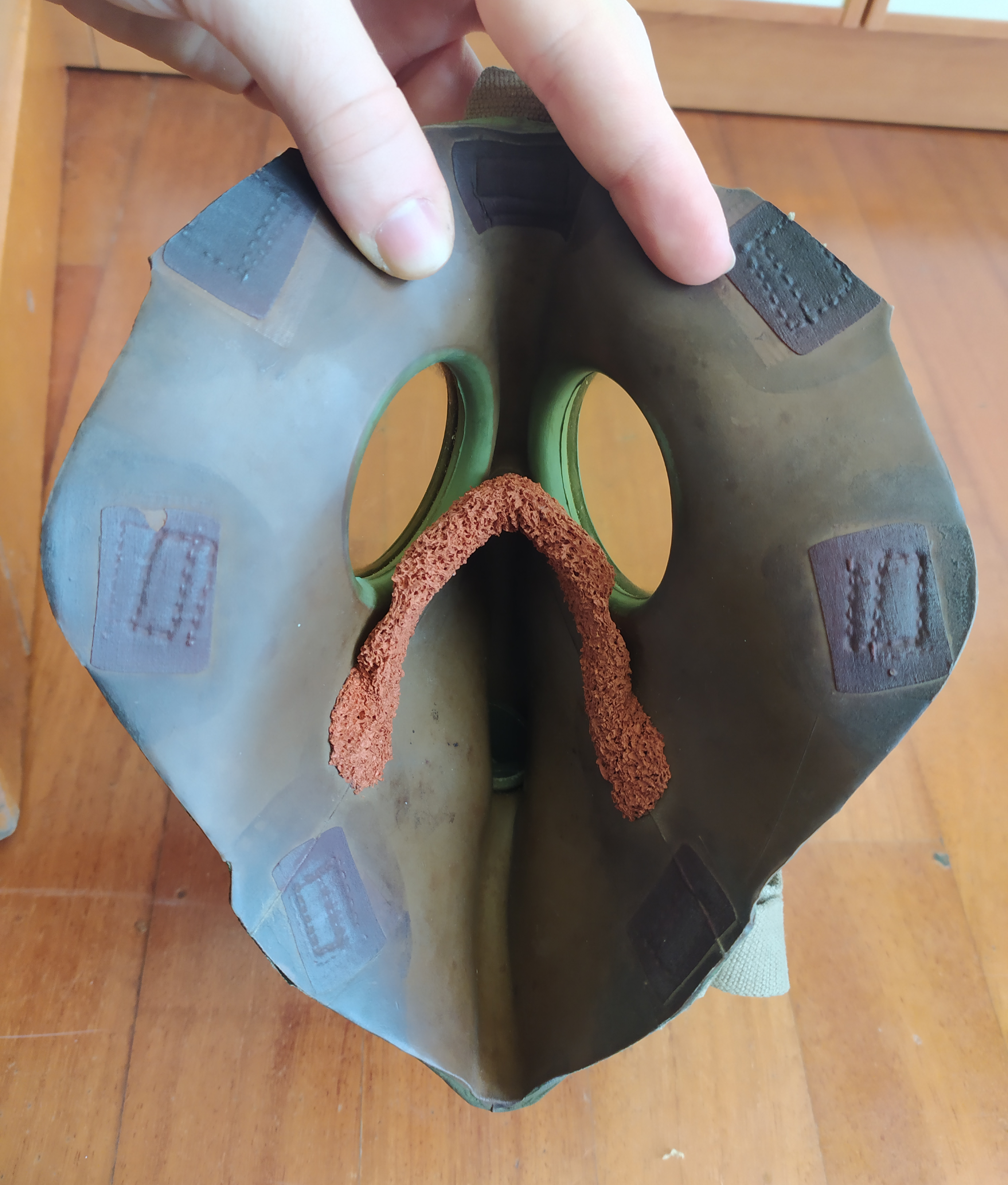
Interno della maschera Penna modificata nel 1933. Da notare i resti del vecchio sistema a 6 tiranti

Il bocchettone metallico è unito alla parte anteriore inferiore della maschera con legatura di filo protetta da nastro isolante, e contiene le 2 valvole di aspirazione e di espirazione, formate: la prima da un semplice disco di gomma, e la seconda da 2 dischi riuniti in alcuni punti della periferia e montati su un dischetto in alluminio con collare. Un anello di gomma, compreso fra il dischetto d'alluminio e l'apposito alloggiamento del bocchettone, serve ad assicurare una perfetta tenuta.

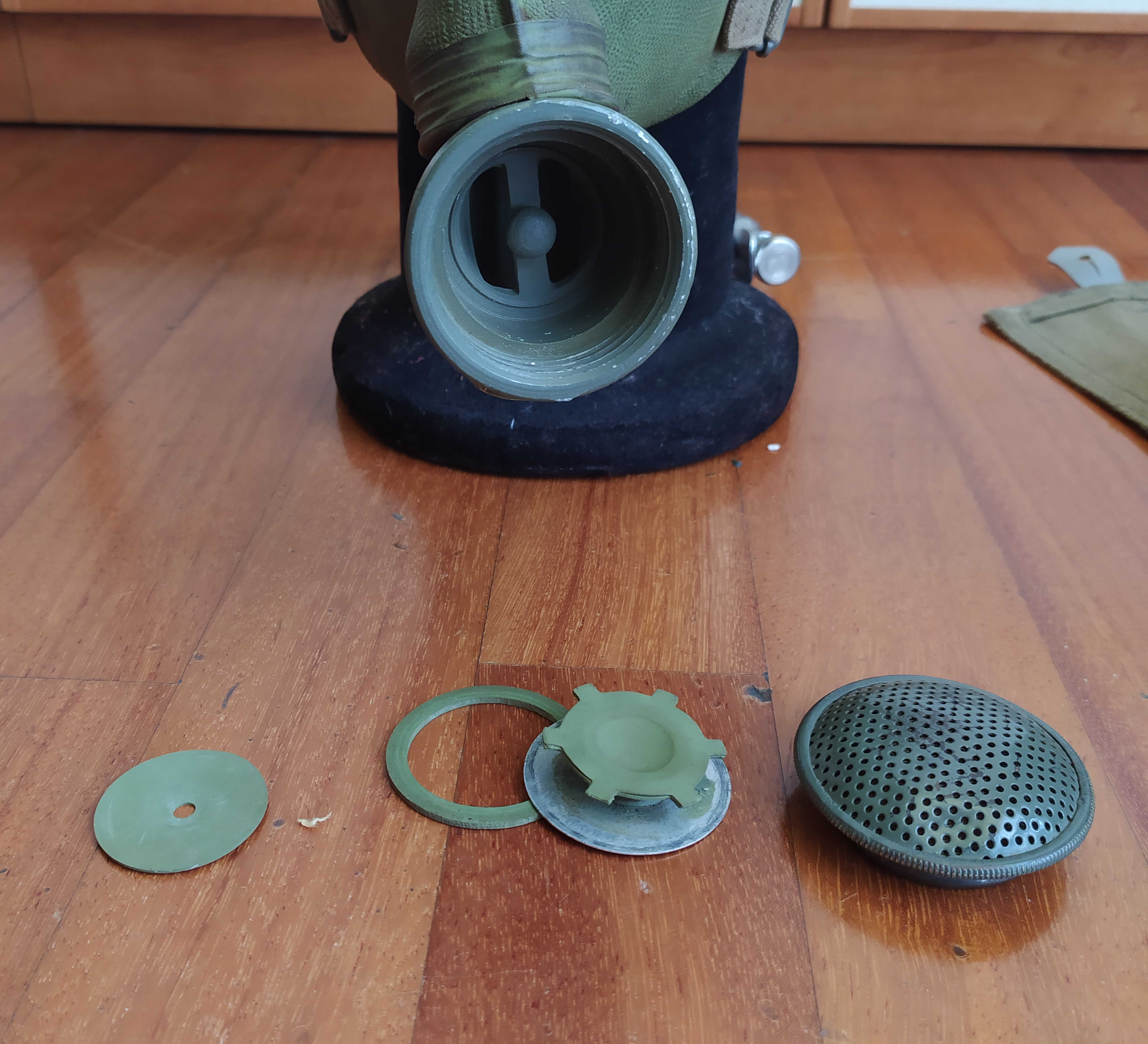
Valvole della maschera Penna

Il bocchettone è chiuso anteriormente da un tappo forato, tenuto a sito da una vite di fermo, la cui testa è nascosta da una goccia di stagno.
Il perfetto giuoco delle valvole è quello che assicura il buon funzionamento del respiratore.
I tubo adduttore dell'aria è in gomma speciale, ed unisce la parte inferiore del bocchettone al filtro.
Sul lato sinistro del facciale, la gomma presenta il marchio Penna (una "P" all'interno di un cerchio), e sotto di esso la taglia della maschera, che è segnata con un numero romano e va da 1 a 3, dove 1 è grande e 3 è piccola.

## Filtro
Il filtro è in latta, ripieno di  sostanze neutralizzanti. Esso ha sul fondo un foro, il quale, quando la maschera non è usata per un lungo periodo di tempo, viene chiuso da un tappetto metallico a pressione. Superiormente il filtro presenta un collare corrugato per l'attacco del tubo adduttore dell'aria.
Dopo la fine della produzione dei filtri Penna, le maschera che dovevano essere usate vennero fornite di filtri più moderni, dal 1931 al 1933 del tipo M31 mentre dal 1933 inoltre solo del tipo M33 e, in rari casi, esse erano fornite di un raccordo compatibile con il tubo della maschera per poter montare un filtro piccolo da 40 mm, come ad esempio il filtro per Maschera anitgas T.35.

## Borsa
La borsa in tessuto speciale serve a contenere ed a portare il respiratore in marcia e durante l'uso. Essa è divisa in due scompartimenti, in uno dei quali, che ha il fondo bucherellato ed è provvisto di un distanziale metallico, viene conservato il filtro, mentre nell'altro viene conservata la maschera quando non è usata.
La borsa è provvista di un nastro cinghia con corsoio per portarla a tracolla in marcia, ed il nastro cinghia ha un bottone metallico ed una linguetta per poterlo accorciare quando si deve disporre la borsa sul petto per impiegare il respiratore.

## Varianti
La maschera Penna può essere trovata in due varianti:
- La prima versione della maschera Penna era fornita di una bardatura elastica a 6 tiranti. Tutte le maschere prodotte sono state fornite di questa bardatura.
- Prima del 1930 quasi tutte le maschere Penna sono state convertite all'uso delle più moderne bardature a 5 tiranti, procedura che consisteva nello scollare i tiranti temporali e guanciali mentre i tiranti frontali venivano direttamente tagliati insieme a un pezzo della gomma atta a reggerli; dopodiché, la bardatura a 5 tiranti veniva incollata. Le tracce di questa conversione sono spesso visibili in quanto si possono vedere i tiranti frontali tagliati, le zone dove prima erano attaccati i tiranti temporali e, in alcuni casi, i nuovi tiranti coprono parzialmente o completamente il marchio sulla guancia sinistra della maschera.

## Storia e uso
La maschera Penna viene adottata nel 1928 come sostituto al Respiratore inglese, il quale non era più considerato adatto alla guerra moderna. Essa non vide nessun conflitto importante durante gli anni in cui era standard nell'Esercito Italiano.
Nel 1931 l'Esercito adottò la Maschera antigas M31 e successivamente nel 1933 la Maschera antigas M33. Il respiratore Penna, reso obsoleto dalle nuove maschere adottate, venne convertito nel 1933 all'uso delle bardature a 5 tiranti e fu utilizzato come maschera da addestramento per i successivi anni.
In alcuni documentari Luce, è possibile notare come negli addestramenti alla difesa antigas militare si possa vedere usata la maschera Penna convertita.
Dopo l'adozione delle nuove maschere, la Penna fu utilizzata principalmente come maschera di recupero per unità meno importanti e come maschera da addestramento per le reclute, però ci sono prove dei suoi utilizzi insoliti: alcune maschere Penna sono state viste essere utilizzate in Spagna durante la Guerra civile spagnola.